# Oelgershausen
Oelgershausen ist ein Stadtteil von Netphen im Kreis Siegen-Wittgenstein in Nordrhein-Westfalen mit 364 Einwohnern (30. Juni 2022).

## Geographie
Oelgershausen liegt mitten im Siegerland auf einer Höhe von 330 bis 350 m und hat eine Fläche von 1,7 km². Berge in der Umgebung sind zum Beispiel der Müdersberg mit 387,1 m oder der Hartelsberg mit 383,9 m Höhe. Durch den Ort fließt der Breitenbach.

### Nachbarorte
Nachbarorte von Oelgershausen sind Herzhausen im Norden, Frohnhausen im Nordosten, Eschenbach im Osten, Netphen im Südosten, Dreis-Tiefenbach im Süden bis Südwesten, Eckmannshausen im Westen und Unglinghausen im Nordwesten.

## Geschichte
Die erste urkundliche Erwähnung des Ortes als „Ulgershusen“ geht auf den 8. März 1319 zurück.
Bis Ende 1968 gehörte der Ort dem Amt Netphen an und wurde bei der zur kommunalen Neugliederung am 1. Januar 1969 ein Ortsteil der neuen Großgemeinde Netphen, seit 2000 ein Stadtteil.
Die „Dorfgemeinschaft Oelgershausen 1982 e. V.“ kümmert sich seit 1982 um diverse Aktivitäten und Feste im Ort.

### Einwohnerzahlen
Einwohnerzahlen des Ortes:
| Jahr | Einwohner |
| ---- | --------- |
| 1818 | 101       |
| 1864 | 105       |
| 1885 | 111       |
| 1895 | 105       |
| 1905 | 94        |
| 1910 | 103       |
| 1925 | 123       |

| Jahr | Einwohner |
| ---- | --------- |
| 1933 | 126       |
| 1939 | 135       |
| 1950 | 178       |
| 1956 | 162       |
| 1961 | 136       |
| 1967 | 179       |
| 1968 | 200       |

| Jahr | Einwohner |
| ---- | --------- |
| 1988 | 252       |
| 1994 | 270       |
| 1995 | 289       |
| 2002 | 333       |
| 2005 | 356       |
| 2009 | 339       |
| 2012 | 331       |

| Jahr | Einwohner |
| ---- | --------- |
| 2013 | 331       |
| 2015 | 327       |
| 2017 | 341       |
| 2021 | 364       |
| 2022 | 364       |

### Ehemalige Ortsvorsteher
- 1979–1994: Günther Schmallenbach († 1997)[13]

## Verkehr
Der Ort liegt an der Straße zwischen Netphen und Eckmannshausen. Der nächste Bahnhof befindet sich in Weidenau, der Busverkehr wird von der VWS übernommen. Über Dreis-Tiefenbach, die Bundesstraße 62 und die Hüttentalstraße (Bundesstraße 54) ist der Ort an die Bundesautobahn 45 angebunden.

## Soziale Einrichtungen
Soziale und öffentliche Einrichtungen sind das Dorfgemeinschaftshaus und eine Grillhütte, der Backes mit Aufenthaltsraum, ein Bolzplatz, ein Kinderspielplatz und ein Friedhof.